# Джеймс Нюман
Джеймс Хансен Нюман (на английски: James Hansen Newman) е американски физик и астронавт на НАСА, участник в четири космически полета.

## Образование
Джеймс Нюман завършва колежа La Jolla High School, Сан Диего, Калифорния през 1974 г. През 1978 г. получава бакалавърска степен по физика от Колежа Дартмут, Хановер, Ню Хампшър. През 1982 г. става магистър по физика, а през 1984 г. защитава докторат по същата специалност в Университета Райс, Хюстън, Тексас. От 2008 г. е професор в NPS Space Systems Academic Group.

## Служба в НАСА
Джеймс Х. Нюман започва работа в Космическия център Линдън Джонсън, Хюстън, Тексас през 1985 г. Преминава пълна програма на обучение за офицер по контрола на полетите в програмата Спейс шатъл. Избран е за астронавт от НАСА на 17 януари 1990 г., Астронавтска група №13. Той взима участие в четири космически полета. Има в актива си шест космически разходки с обща продължителност 43 часа и 13 минути.

### Космически полети
| Космически полети на Джеймс Хансен Нюман                 | Космически полети на Джеймс Хансен Нюман | Космически полети на Джеймс Хансен Нюман | Космически полети на Джеймс Хансен Нюман | Космически полети на Джеймс Хансен Нюман | Космически полети на Джеймс Хансен Нюман | Космически полети на Джеймс Хансен Нюман |
| №                                                        | Дата                                     | КК                                       | Емблема на мисията                       | Функции                                  | Продължителност                          |                                          |
| -------------------------------------------------------- | ---------------------------------------- | ---------------------------------------- | ---------------------------------------- | ---------------------------------------- | ---------------------------------------- | ---------------------------------------- |
| 1                                                        | 12 септември 1993                        | „Дискавъри“, мисия STS-51                |                                          | Специалист на мисията                    | 9 денонощия 20 часа 11 мин. 11 сек.      |                                          |
| 2                                                        | 7 септември 1995                         | „Индевър“, мисия STS-69                  |                                          | Специалист на мисията                    | 10 денонощия 20 часа 29 мин. 56 сек.     |                                          |
| 3                                                        | 4 декември 1998                          | „Индевър“, мисия STS-88                  |                                          | Специалист на мисията                    | 11 денонощия 19 часа 18 мин. 47 сек.     |                                          |
| 4                                                        | 1 март 2002                              | „Колумбия“, мисия STS-109                |                                          | Специалист на мисията                    | 10 денонощия 22 часа 11 мин. 09 сек.     |                                          |
| Сумарно време в космоса – 43 денонощия 10 часа 07 минути |                                          |                                          |                                          |                                          |                                          |                                          |

## Награди
- Медал на НАСА за изключителни заслуги;